# Electus D. Litchfield
Electus Darwin Litchfield (New York, 25 avril 1872-Bronx, 27 novembre 1952), est un architecte américain connu pour de nombreux immeubles de New York. 

## Biographie
Diplômé de l'Université polytechnique de New York en 1889 et de l'Institut de technologie Stevens en 1892, il travaille dans diverses entreprises américaines telles la Carrère and Hastings (en) avant de fonder en 1926 sa propre entreprise de construction de bâtiments. 
Un des principaux architectes et urbanistes de Yorkship Village (en), quartier industriel de 2 000 bâtiments établi lors de la Première Guerre mondiale près du chantier naval de Camden (New Jersey), il prend part aussi à Red Hook au projet visant à supprimer les bidonvilles, à la reconstruction de Bellevue Hospital et conçoit le temple maçonnique de Brooklyn.
On lui doit encore la Saint Paul Public Library (en) à Saint Paul (Minnesota), la D.C. Armory (en) à Washington, D.C., l'Astoria Column (en) à Astoria (Oregon) et, entre autres, la Franklin Pierce Tate House (en) (1928) à Morganton (Caroline du Nord). 
Il arrête son entreprise en 1950.
Président de la Municipal Art Society (1930), il s'est opposé à un projet de rénovation de Central Park où devait s'établir de nombreux terrains de baseball. 
Membre de nombreuses sociétés savantes new-yorkaises, il meurt au St Barnabas Hospital (Bronx) (en).